# Ірене Вальєхо
Ірене Вальєхо Мореу (ісп. Irene Vallejo Moreu, нар. в Сарагосі 1979 року) — іспанська філологиня, історикиня та письменниця.

## Кар'єра
Вальєхо — докторка класичної філології університетів Сарагоси та Флоренції, і значна частина її роботи зосереджена на дослідженні та вивченні творів класичних авторів, зокрема їх зв'язку та перетину із сьогоденням. Її перша опублікована книга була науковим дослідженням літературної термінології у творів римського поета Марціала. Інша її робота охоплювала статті, опубліковані в іспанських газетах Heraldo de Aragón та El País, у яких вона поєднує обговорення творів давніх письменників з сучасними подіями. Деякі з цих статей зрештою були зібрані у дві книжки, опубліковані під назвами El pasado que te espera та Alguien habló de nosotros.
2020 року її було нагороджено Національною премією з літератури у стилі есе (ісп. Premio Nacional de Literatura en la modalidad de Ensayo) за книжку «Подорож книжки. Від папірусу до кіндла» (ісп. El Infinito en un Junco) – (вийшла англійською мовою 2022 року під назвою «Papyrus»), вона стала п'ятою жінкою, яка отримала цю премію з моменту її заснування 1975 року, і першою після філософині Селії Аморос, що здобула її 2006 року. Пізніше, 2021 року, за ту ж книжку вона здобула Премію Арагона, найвищу відзнаку, яку присуджує уряд Арагона. Англійською мовою книжку переклала Шарлотта Віттл і вона вийшла 2022 року у видавництві Hodder&Stoughton. Книжка отримала схвальні відгуки англомовної преси, похвалу від The Guardian та ввійшла до списку найкращих книг 2022 року за версією The Economist. У ній висвітлено історію книг та читання в античному світі, і докладно описано, як ці заняття сформували античний світ тоді, і як їхні наслідки відлунюються й донині.
Крім того, Вальєхо пише як художню літературу, так і дитячу. 2011 року вона опублікувала свій перший роман «La Luz Sepultada», дія якого відбувається в Сарагосі 1936 року напередодні Громадянської війни в Іспанії. Її другий роман, «El Silbido del Arquero», вийшов 2015 року у видавництві Contraseña. А ще написала дві дитячі книжки, «El Inventor de Viajes», яку проілюстрував Хосе Луїс Кано, та «La Leyenda de las Mareas Mansas», у співпраці з художницею Ліною Віла.

## Твори
- Terminología Libraria y Crítico-literaria en Marcial (2008)
- El Pasado que te Espera (2010)
- La Luz Sepultada (2011)
- El Inventor de Viajes (2014)
- La Yeenda de las Mareas Mansas (2015)
- El Silbido del Arquero (2015)
- Alguien Hablo de Nosotros (2017)
- El Infinito en un Junco (2019)
- Manifiesto por la Lectura (2020)

## Переклади українською
2023 року у видавництві «Лабораторія» вийшов український переклад книжки «Подорож книжки. Від папірусу до кіндла». Перекладачка — Анна Марховська.